# Кеплер-25
Кеплер-25 — зоря в північному сузір'ї Ліри .  Вона трохи більша і масивніша за Сонце зі світністю 21⁄2 більше сонячної . З видимою зоряною величиною 10,6 . Ця зоря надто слабка, щоб її можна було побачити неозброєним оком.

## Планетна система
У 2011 році космічний телескоп «Кеплер» виявив дві планети-кандидати, що проходять через цю зорю .  Ці планети дуже близькі, але не знаходяться в орбітальному резонансі 1:2 одна до одної, що вказує на відсутність інших планетних об’єктів у внутрішній частині системи  . Ці планети були підтверджені за допомогою методу варіації часу проходження .  Третя планета була відкрита в результаті подальших вимірювань радіальної швидкості та підтверджена в січні 2014 року .

Площина орбіт планет добре суміщена з екваторіальною площиною зорі, кут розбіжності дорівнює 7±8 ° .

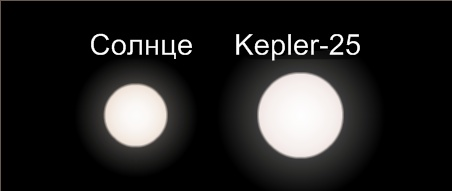

| Планета (по порядку віддалення від зорі) | Маса             | Радіус                | Велика піввісь (а.о.) | Орбітальний період (діб) | Нахил орбіти (°)    | Ексцентриситет орбіти | Кіл-ть супутників |
| ---------------------------------------- | ---------------- | --------------------- | --------------------- | ------------------------ | ------------------- | --------------------- | ----------------- |
| b                                        | 8.7+2.5 −2.3 M⊕  | 2.748+0.038 −0.035 R⊕ | 0.068                 | 6.238297±0.000017        | 92.827+0.084 −0.083 | 0.0029+0.0023 −0.0017 | ?                 |
| c                                        | 15.2+1.3 −1.6 M⊕ | 5.217+0.070 −0.065 R⊕ | 0.11                  | 12.7207±0.0001           | 92.764+0.042 −0.039 | 0.0061+0.0049 −0.0041 | ?                 |
| d                                        | 71.9±9.8 M⊕      | ?                     | ?                     | 122.4+0.0 −0.7           | ?                   | 0.13+0.13 −0.09       | ?                 |